# さよならゴースト
『さよならゴースト』は、2012年3月18日にBS日テレで放送されたテレビドラマ。第3回科学ドラマ大賞シナリオ部門大賞作品（市川森一選）。

## 概要
ちょっとした行き違いから仲違いをしてしまった祐斗と悟。仲直りの糸口が見つからぬまま、悟の急な転校が決まる・・・それは文化祭の当日だった。
祐斗と悟のクラスの出し物はお化け屋敷。火を使わずにみんなを怖がらせる仕掛け作りに苦心する祐斗を科学の知識で陰ながら応援する悟。果たして文化祭までにお化け屋敷は完成するのか？

## 出演
- 本村祐斗：澤田怜央
- 恒雪　悟：萩原利久
- 葉山光莉：水本凜
- 小沼翔太：児玉武
- 竹田　　：上原伸之介
- 紗枝　　：田村夏奈子
- 祐斗（29歳）：玉城タイシ
- 遠野　護：松永博史
- 恒雪貴子：伊藤かずえ

## スタッフ
- 原作・脚本：本門かおる（第3回科学ドラマ大賞シナリオ部門大賞）
- プロデューサー：
  - 小松理（科学技術振興機構）
  - 土屋光敏（科学技術振興機構）
  - 桧山一三男（日テレアックスオン）
  - 神内美香子（日テレアックスオン）
- 演出：高明
- 制作進行：谷尚明、土山桂、小笠原佐起
- 助監督：錦戸健太郎
- 企画・製作：独立行政法人科学技術振興機構
- 制作・著作：日テレアックスオン
- 制作協力：ソウルボート・プロダクション